# إنفيرنس
إنفيرنس (بالإنجليزية: Inverness) هي مدينة أمريكية تقع في ولاية فلوريدا. تبلغ مساحة هذه المدينة 21 (كم²)، ويبلغ عدد سكانها 7210 نسمة حسب إحصاء سنة 2010 م 7210. تشير إحصاءات سنة 2000م بأن الكثافة السكانية في هذه المدينة تقدر بـ(323.3) نسمة/كم2 

## أعلام
- رالف إدوارد دودغ
- ويليام جونز
- ماركوس غرو
- ريك هاميلتون
- لاري كي